# Jackie Young
Jacquelyn Young, detta Jackie (Princeton, 16 settembre 1997), è una cestista statunitense, professionista nella WNBA.

## Carriera
È stata selezionata dalle Las Vegas Aces al primo giro del Draft WNBA 2019 (1ª scelta assoluta).

## Statistiche

### College
| Anno       | Squadra             | PG  | PT | MP   | TC%  | 3P%  | TL%  | RP  | AP  | PRP | SP  | PP   |
| ---------- | ------------------- | --- | -- | ---- | ---- | ---- | ---- | --- | --- | --- | --- | ---- |
| 2016-2017  | Notre Dame F. Irish | 33  | 0  | 21,4 | 46,3 | 37,9 | 80,3 | 4,6 | 1,4 | 0,8 | 0,3 | 7,3  |
| 2017-2018† | Notre Dame F. Irish | 38  | 38 | 34,4 | 52,0 | 28,2 | 78,9 | 6,6 | 3,7 | 1,4 | 0,5 | 14,5 |
| 2018-2019  | Notre Dame F. Irish | 38  | 37 | 32,2 | 52,8 | 45,2 | 78,5 | 7,4 | 5,1 | 1,3 | 0,4 | 14,7 |
| Carriera   | Carriera            | 109 | 75 | 29,7 | 51,2 | 36,4 | 79,0 | 6,3 | 3,5 | 1,2 | 0,4 | 12,4 |

### WNBA

#### Regular Season
| Anno     | Squadra        | PG  | PT  | MP   | TC%  | 3P%  | TL%  | RP  | AP  | PRP | SP  | PP   |
| -------- | -------------- | --- | --- | ---- | ---- | ---- | ---- | --- | --- | --- | --- | ---- |
| 2019     | Las Vegas Aces | 34  | 34  | 22,6 | 32,2 | 31,8 | 80,8 | 3,3 | 4,5 | 0,8 | 0,4 | 6,6  |
| 2020     | Las Vegas Aces | 22  | 0   | 25,8 | 49,2 | 23,1 | 85,2 | 4,3 | 3,0 | 0,7 | 0,1 | 11,0 |
| 2021     | Las Vegas Aces | 32  | 32  | 31,8 | 50,7 | 25,0 | 83,3 | 4,1 | 3,2 | 1,1 | 0,3 | 12,2 |
| 2022†    | Las Vegas Aces | 34  | 34  | 33,2 | 47,6 | 43,1 | 85,9 | 4,4 | 3,9 | 1,4 | 0,2 | 15,9 |
| 2023†    | Las Vegas Aces | 40  | 40  | 31,5 | 52,3 | 44,9 | 86,7 | 4,0 | 3,8 | 1,3 | 0,1 | 17,6 |
| 2024     | Las Vegas Aces | 37  | 37  | 32,6 | 43,0 | 33,7 | 86,7 | 4,4 | 5,3 | 1,0 | 0,2 | 15,8 |
| Carriera | Carriera       | 199 | 177 | 29,9 | 46,3 | 37,6 | 86,1 | 4,1 | 4,0 | 1,1 | 0,2 | 13,8 |

#### Playoffs
| Anno     | Squadra        | PG | PT | MP   | TC%  | 3P%  | TL%  | RP  | AP  | PRP | SP  | PP   |
| -------- | -------------- | -- | -- | ---- | ---- | ---- | ---- | --- | --- | --- | --- | ---- |
| 2019     | Las Vegas Aces | 5  | 5  | 12,4 | 40,9 | 80,0 | 87,5 | 1,8 | 2,6 | 0,0 | 0,0 | 5,8  |
| 2020     | Las Vegas Aces | 8  | 0  | 20,4 | 30,9 | 16,7 | 90,5 | 3,0 | 2,8 | 0,3 | 0,1 | 7,8  |
| 2021     | Las Vegas Aces | 5  | 5  | 26,0 | 33,3 | 0,0  | 100  | 3,2 | 2,2 | 1,0 | 0,4 | 5,6  |
| 2022†    | Las Vegas Aces | 10 | 10 | 34,5 | 43,2 | 47,4 | 92,6 | 4,1 | 3,0 | 0,8 | 0,1 | 12,5 |
| 2023†    | Las Vegas Aces | 9  | 9  | 34,8 | 42,1 | 41,5 | 91,4 | 5,6 | 5,0 | 1,6 | 0,1 | 16,7 |
| 2024     | Las Vegas Aces | 6  | 6  | 30,5 | 37,5 | 35,9 | 81,8 | 5,8 | 3,0 | 0,8 | 0,3 | 13,8 |
| Carriera | Carriera       | 43 | 35 | 27,8 | 38,8 | 41,5 | 90,7 | 4,1 | 3,2 | 0,8 | 0,2 | 11,1 |

## Palmarès

### NCAA
- Campionessa NCAA (2018)
- Naismith Prep Player of the Year (2016)

### WNBA
- Campionato WNBA: 2

Las Vegas Aces: 2022, 2023
- WNBA Most Improved Player (2022)
- All-WNBA Second Team (2023)
- WNBA All-Rookie First Team (2019)